# Vroni Kiefer

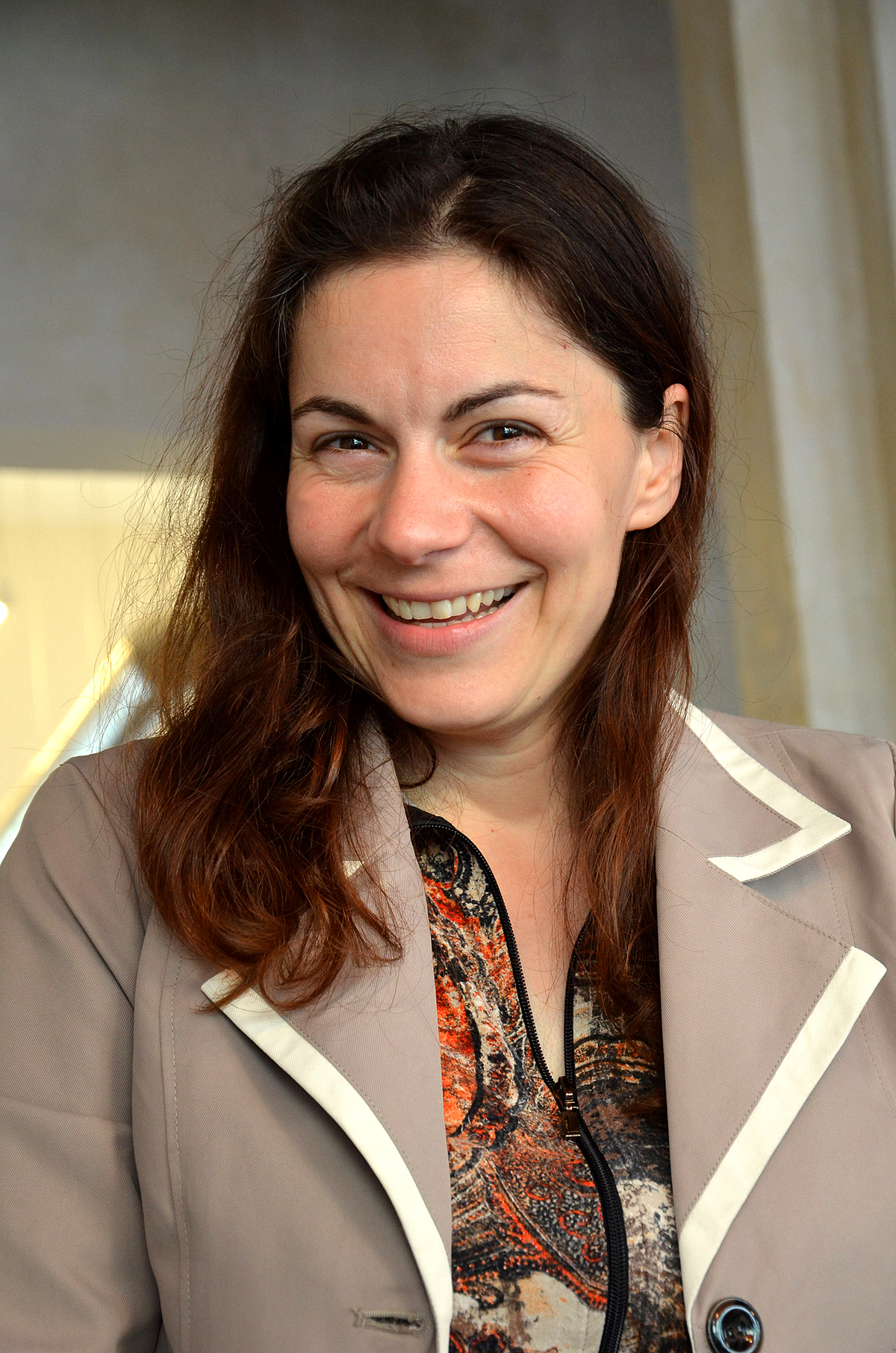
Vroni Kiefer, 2013

Vroni Kiefer (* 20. Dezember 1974 in Regensburg) ist eine deutsche Schauspielerin, Regisseurin und Autorin.

## Leben und Karriere
Kiefer hatte Engagements an verschiedenen Theatern, unter anderem spielte sie in der Komödie Kassel, bei Theater auf Tour in Frankfurt am Main und an Theatern in Hannover.
Sie begann 1997 eine Schauspielausbildung an der Reduta in Berlin und schloss diese 2001 mit der ZBF-Prüfung (heute ZAV) ab.
Ab 2001 führte Kiefer Opernregie u. a. bei HdK Berlin, bei den Braunschweig Classix und bei Oper auf dem Lande.
Als Autorin veröffentlichte sie einen Krimi und mehrere Beiträge in Anthologien.
Kiefer nahm an diversen Quizsendungen teil, unter anderem bei Wer wird Millionär? (2010), Gefragt – Gejagt (2015) und Der Quiz-Champion, wo sie 2022 das „Zweite-Chance-Special“ gewinnen konnte. Daneben wirkte sie als Expertin in der Quizsendung 5 Gold Rings mit. Seit 2012 ist sie Mitglied des Deutschen Quiz-Vereins.
2023 gewann sie den Themenpreis der „Gruppe 48“ in Lyrik zum Thema: „Aus gegebenem Anlass: auf der Flucht“.
Kiefer hat zwei Kinder und lebt in Hannover.

## Filmografie
- Sunshine (2016)
- Perfektes Timing[6]
- Auf ein Wiedersehen (2013)
- Tears of Kali (2004)

## Publikationen
- Akte X Hannover von Schmorl und von Seefeld. (2005, Taschenbuch)
- Rudermord. Gemeinsam mit  Melanie Pfannmoeller, Melanie Pohl, Kathrin Steidel, Sven Thomfohrde, Julia Vogt, Heike Zieße  (Hrsg. Autorengruppe K 7), Wolfgang Ulber Edition, Isernhagen 2008, ISBN 978-3-939976-02-8.
- Übersetzung aus dem Französischen: Pierre Carlet de Chamblain de Marivaux: Der Streit: Komödie in einem Akt und in Prosa = (La dispute). Verlag Norderstedt: Vertriebsstelle und Verl. Dt. Bühnenschriftsteller und Bühnenkomponisten, Norderstedt 2004.

## Auszeichnungen
- 2005 Preisträgerin des Kurzkrimi-Wettbewerbs von Schmorl & von Seefeld „Akte X Hannover“ (BoD 2005)
- 2013 dreiV-Preis des Netzwerks kre|H|tiv für kreative Gründer
- 2014 1. Preis im HannoLab Ideenlabor
- 2019 1. Preis beim Gedichtwettbewerb „Goldstaub“ der Autorinnenvereinigung e.V.
- 2023 1. Preis Lyrik beim Themenwettbewerb der Gruppe 48: „Aus gegebenem Anlass: Auf der Flucht“